# Cordylus mclachlani
Cordylus mclachlani là một loài thằn lằn trong họ Cordylidae. Loài này được Mouton mô tả khoa học đầu tiên năm 1986.